# Power to the People (album của Joe Henderson)
| Đánh giá chuyên môn                 | Đánh giá chuyên môn |
| Nguồn đánh giá                      | Nguồn đánh giá      |
| Nguồn                               | Đánh giá            |
| ----------------------------------- | ------------------- |
| Allmusic                            | [ 1 ]               |
| All About Jazz                      | (tích cực)          |
| All About Jazz                      | (tích cực)          |
| The Rolling Stone Jazz Record Guide | [ 4 ]               |

Power to the People là một album của nhạc công saxophone jazz người Mỹ Joe Henderson, phát hành qua hãng đĩa Milestone năm 1969, và album đĩa nhạc đầu tiên của ông có sự hiện diện của nhạc cụ điện.

## Danh sách nhạc khúc
Tất cả được sáng tác bởi Joe Henderson, trừ khi có ghi chú.
1. "Black Narcissus" - 4:50
2. "Afro-Centric" - 7:00
3. "Opus One-Point-Five" (Ron Carter) - 4:56
4. "Isotope" - 4:53
5. "Power to the People" - 8:42
6. "Lazy Afternoon" (Moross, Latouche) - 4:33
7. "Foresight and Afterthought (An Impromptu Suite in Three Movements)" - 7:33

Thu âm ngày 23 (2, 5) và 29 (còn lại) tháng 5 năm 1969.

## Thành phần tham gia
- Joe Henderson — tenor saxophone
- Mike Lawrence — trumpet (2, 5)
- Herbie Hancock — piano (3, 4, 6), piano điện (1, 2, 5)
- Ron Carter — bass
- Jack DeJohnette — trống